# Joseph Lajeunesse
Joseph Marie Lajeunesse (auch Saint-Louis genannt; * 6. November 1818 in St. Martin; † 30. Juli 1904 in Chambly) war ein kanadischer Musiker und Musikpädagoge.

## Biografie
Lajeunesse, erstes von siebzehn Kindern des Charles Lajeunesse, begann 1839 ein Studium am Séminaire de Ste-Thérèse. Über seine musikalische Ausbildung ist nichts bekannt; zu den Instrumenten, die er spielte, zählten neben der Orgel und dem Klavier auch die Violine und die Harfe. Von 1842 bis 1846 lebte er vermutlich in den USA, von 1849 bis 1853 war er Kirchenorganist in Chambly. Dort wurden seine sechs Kinder geboren, von denen nur drei das Erwachsenenalter erreichten, darunter die Töchter Emma und Cornélia, die beide als Sängerinnen bekannt wurden.
Nach dem Tod seiner Frau 1856 unterrichtete er seine Töchter zunächst zu Hause, ab 1858 am Sacré-Coeur Convent in Sault-au-Récollet, wo er als Lehrer wirkte. Daneben arbeitete er zeitweise auch als Lehrer und Chorleiter an der St Andrew's Presbyterian Church in Ottawa. Bereits 1856–1857 organisierte er Konzerttourneen durch Québec für seine Tochter Emma, weitere später auch für beide Töchter zusammen. Im September 1862 veranstaltete er in Montreal ein Benefizkonzert, das seinen Töchtern ein Studium am Pariser Konservatorium ermöglichen sollte.
Da das Konzert nicht den erhofften Gewinn brachte, ging die Familie 1865 zunächst in die USA und ließ sich in Albany nieder. Emma Lajeunesse reiste 1868 nach Paris, Cornélia Lajenunesse und ihr Vater folgten 1870 nach. 1879 kehrte Joseph Marie Lajeunesse nach Kanada zurück und verbrachte seinen Lebensabend in Chambly, wo ihm seine Tochter Emma ein Haus hatte bauen lassen.

## Quelle
- Joseph Lajeunesse in The Canadian Encyclopedia

| Personendaten    | Personendaten                         |
| ---------------- | ------------------------------------- |
| NAME             | Lajeunesse, Joseph                    |
| ALTERNATIVNAMEN  | Lajeunesse, Joseph Marie; Saint-Louis |
| KURZBESCHREIBUNG | kanadischer Musiker und Musikpädagoge |
| GEBURTSDATUM     | 6. November 1818                      |
| GEBURTSORT       | Laval (Québec)                        |
| STERBEDATUM      | 30. Juli 1904                         |
| STERBEORT        | Chambly (Québec)                      |